# Atentado en la prisión de Vendin-le-Vieil de 2018
En 11 de enero de 2018, un preso identificado por Christian Ganczarski apuñaló a 4 guardias penitenciarios en una prisión de Vendin-le-Vieil en el distrito francés de Pas-de-Calais. El atacante fue enviado a prisión acusado por el atentado de la sinagoga de la Ghriba en 2002 en Túnez en el que murieron 21 personas. La fiscalía antiterrorista francesa investiga el hecho como un "un intento de homicidio en relación con el terrorismo".

## Ataque
El 11 de enero de 2018, alrededor de las 16 hs (local), según una fuente penitenciaria, cuatro supervisores llegaron a la celda de Christian Ganczarski (particularmente destacado), quien afirmó querer hacer una llamada telefónica, y luego los agredió armado con un par de tijeras con extremos redondeados y una cuchilla de afeitar al mismo tiempo que gritaba “Al·lahu-àkbar”. Tres de ellos resultaron levemente heridos, uno con un corte superficial en el cuello, otro con una herida en el pecho y el tercero con un cuero cabelludo. 
Este último tuvo que ser ingresado en el hospital por unos pocos puntos.
La fiscalía de París abrió una investigación sobre los intentos de asesinato de personas con autoridad pública en relación con el terrorismo. Se ha incautado la Subdirección Antiterrorista (SDAT) y la Dirección General de Seguridad Interna (DGSI).

## Perpetrador
Christian Ganczarski, quien perpetró el ataque de la prisión de Vendin-le-Vieil, es una figura conocida del terrorismo islamista. Es considerado el cerebro del atentado de la sinagoga de la Ghriba en Túnez, el 11 de abril de 2002, un ataque terrorista por el que fue sentenciado en 2009 a 18 años de prisión criminal, que lo envió tras estas rejas.
Christian Ganczarski había estado en contacto telefónico con uno de los kamikazes poco antes de que comenzara su bomba. 
Ganczarski de 52 años de edad se radicalizo en 1986 y era un amigo muy cercano a Osama Bin Laden e integrante de Al Qaeda.
El terrorista asistió en varias ocasiones a países de Medio Oriente como Afganistán a campos de entrenamiento entre los años 1999 y 2001.